# Martin Aigner

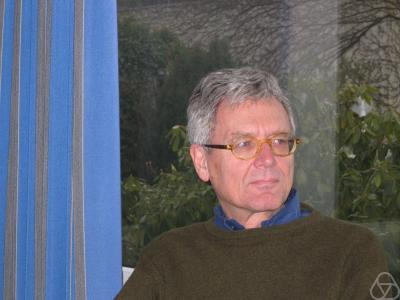
Martin Aigner nel 2004

Martin Aigner (Linz, 28 febbraio 1942 – Berlino, 11 ottobre 2023) è stato un matematico austriaco, con interessi nel campo della combinatoria e della teoria dei grafi.

## Biografia
Dopo aver ottenuto il PhD all'Università di Vienna, insegnò alle università di Tubinga e di Berlino. È stato membro corrispondente dell'Accademia Austriaca delle Scienze.
Nel 1996 ha ricevuto il Lester R. Ford Award dalla Mathematical Association of America per un suo articolo divulgativo sul teorema di Turán. Insieme a Günter M. Ziegler ha scritto il libro Proofs from THE BOOK, dove sono raccolte diverse dimostrazioni ritenute particolarmente eleganti, che è stato tradotto in diverse lingue.

## Opere
- Combinatorial Theory (1997 reprint: ISBN 3540617876, 1979: ISBN 3-540-90376-3; )
- Discrete Mathematics, 2007, ISBN 0821841513
- Combinatorial search, Teubner, Stoccarda 1988, ISBN 3-519-02109-9
- Graphentheorie. Eine Entwicklung aus dem 4-Farben-Problem, Teubner, Stoccarda 1984, ISBN 3-519-02068-8
- Diskrete Mathematik. Mit über 500 Übungsaufgaben, Vieweg, Braunschweig/Wiesbaden 1993, ISBN 3-528-07268-7
- con Günter M. Ziegler, Proofs from THE BOOK, Springer Verlag, Berlino, 1998, ISBN 3-540-63698-6.